# 罌粟花
罌粟花（英語：Poppy），為罌粟科罌粟亞科開花植物的泛稱。色彩多樣，如花菱草、虞美人，可作為觀賞及亭園造景之用。在第一次世界大戰期間，法蘭德斯的壕溝戰發生於開滿罌粟花的田野中，成為悼念物。

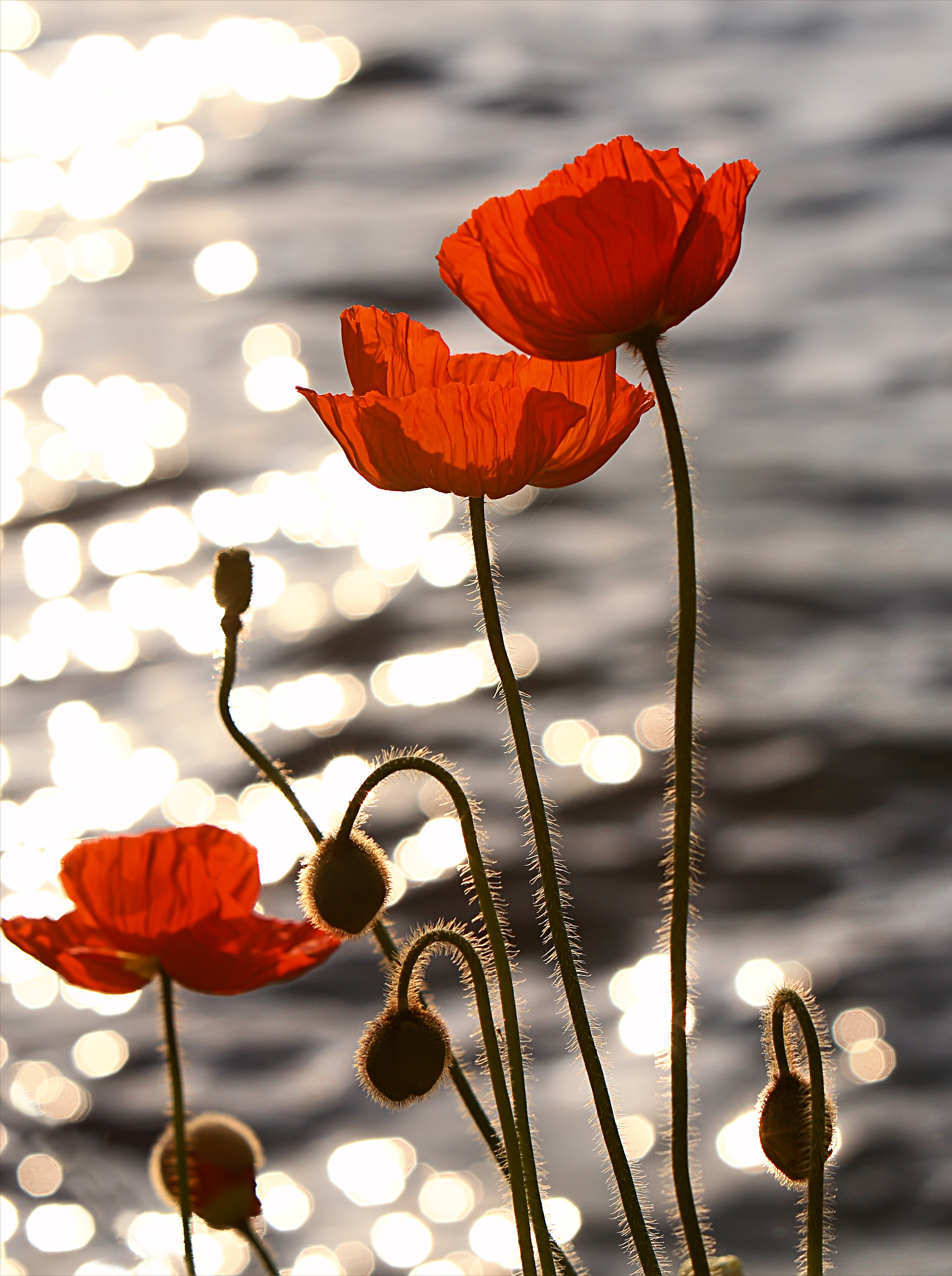
在日內瓦湖畔的罌粟花

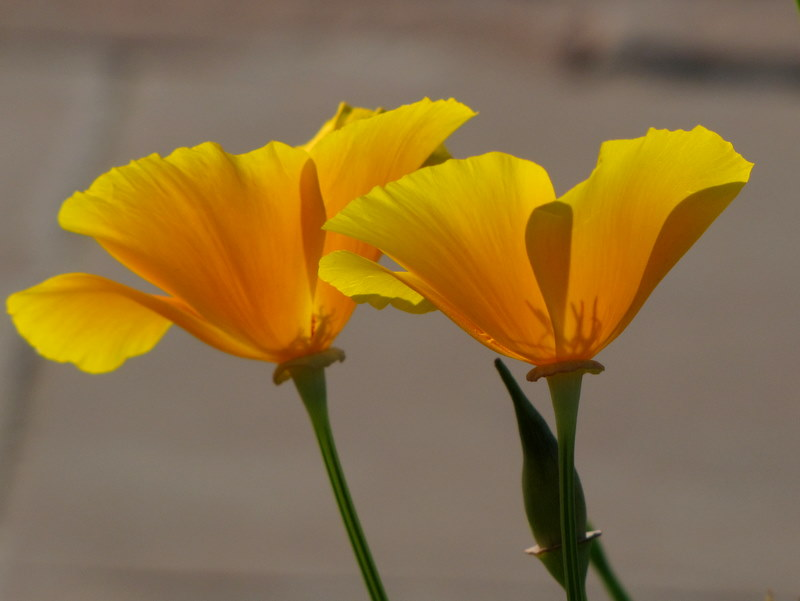
新德里的加州罌粟

罌粟花的花語是華麗（Beautiful）、罪惡（Devil）、悼念（Mourn）。

## 分類
屬於罌粟科之下，被稱為罌粟花的植物包括了
- 罌粟屬（Papaver） – 虞美人（Papaver rhoeas），罌粟（Papaver somniferum），鬼罂粟（Papaver orientale），野罂粟（Papaver nudicaule）
- 花菱草属（Eschscholzia） – 花菱草（Eschscholzia californica）
- 绿绒篙属（Meconopsis） – Meconopsis cambrica，尼泊尔绿绒蒿（Meconopsis napaulensis）
- 金罂粟属（Stylophorum） – celandine poppy
- 刺罂粟属（Argemone） – prickly poppy
- Romneya – matilija poppy and relatives
- Canbya – pygmy poppy
- Stylomecon – wind poppy
- Arctomecon – desert bearpaw poppy
- Hunnemannia – tulip poppy
- Dendromecon – tree poppy

## 用途
在大部分國家，罌粟花經常被當成園藝植物。不過因為罌粟花也是製作鴉片毒品的原料而經常被毒販利用，因此在部分國家被禁止或限制種植。

## 特殊意義
加州罌粟為美國加利福尼亞州的州花。每年的4月6日為加州指定的加州罌粟日。

## 文化差異
在歐美及英聯邦各國的國殤紀念日，當地官員及民眾會在胸前衣襟佩帶虞美人以作悼念，稱為國殤花。
英国首相卡麥隆於2010年11月率团访問中華人民共和國，正值國殤紀念日前後，英方全體訪華成員在胸前衣襟上都佩带上了纪念一次和二次大战阵亡将士的鲜红的虞美人小花。由於罌粟即是鴉片原料，因此在中國，罌粟被進一步聯想到鴉片戰爭。這個错误引發中華人民共和國與聯合王國国间一場外交風波。卡梅倫與閣員在北京人民大會堂時，拒絕中方對他們除下虞美人的要求。一名首相府人員說：「中方人員對我們說佩戴國殤花是不恰當的，因為兩國曾經發生鴉片戰爭。我們告訴他們這花對我們有重大意義，我們所有人會繼續佩戴。」